# Thief (videójáték, 2014)
A Thief egy, az Eidos Montreal által fejlesztett, és a Square Enix által kiadott lopakodós akciójáték, mely 2014 februárjában jelent meg PC-re, PlayStation 3-ra és 4-re, valamint Xbox 360-ra és One-ra. A Thief-játéksorozat negyedik epizódja, a sorozat tulajdonképpeni rebootja, mely történetében néhány ponton kötődik az elődökhöz. A játék az egyszerűen csak a Város nevű településen játszódik, ahol ötvöződik a viktoriánus kori életmód a középkori környezettel és steampunk elemekkel. A játék főhőse Garrett, a mestertolvaj, akinek célja különféle küldetéseken keresztül ellopni a gazdagok értéktárgyait, hogy busás haszonért túladjon rajtuk. A feladatok többféleképpen teljesíthetőek: ha úgy akarjuk, átgázolhatunk mindenen és mindenkin, de a kevésbé erőszakos módszereket választva akár teljesen észrevétlenül, egyetlen személy bántódása nélkül is megoldhatjuk azokat. A szabadon bebarangolható terepnek köszönhetően a küldetések felvétele is saját belátásunkra van bízva.
A játék vegyes fogadtatást kapott: sokan dicsérték a játékmenetet és az újrajátszhatóságot, de a térképek felépítését és a történetet sok kritika érte.

## Játékmenet
A játékos Garrettet irányítja, a mestertolvajt, aki olyan küldetéseket vállal el, ahol a cél a gazdagok meglopása. Ahogy az előző játékokban is, úgy ezúttal is az a cél, hogy ezt minél észrevétlenebbül tegyük, a fegyveres konfrontáció lehetőségét kerülni érdemes, már csak azért is, mert a tolvajunk nem képzett harcos. A térképek mindazonáltal többféle módon teljesíthetőek. Számtalan módon lehet elterelni az őrök figyelmét vagy éppen megölni őket. Az összes térképen találhatóak ellopható kisebb értéktárgyak is, melyek értékével a pénztárcánk gazdagodik; ebből vásárolhatunk új felszerelést vagy éppen fejlesztéseket. Nemcsak elszórva találhatóak ezek meg, hanem ellophatók az őröktől vagy a városban bóklászó civilektől. Akárcsak az előző részekben, itt is éjszaka játszódik az összes küldetés, így a sötétség a legnagyobb barátunk. Az árnyékok közé rejtőzve észrevétlenül cselezhetjük ki az őröket, fedezékbe vonulva kinézhetünk mögülük, esetleg lyukakon át kémlelhetjük a túloldali történéseket. Ha tevékenységünkkel gyanút keltünk, az fokozatosan erősödik, míg az őrség szembe nem száll velünk, és ilyenkor üldözőbe vesznek minket. A mesterséges intelligencia úgy lett kódolva, hogy tudja, melyek azok a helyek, ahová a játékos szívesen elbújna, és ott keresik elsőnek.
Egy különleges játéktechnikai megoldás a fókusz-mód, amelynek számos előnye van. Garrett egy baleset során kapja meg egyik szemére ezt a képességet, melyet aktiválva kékesen világító fényben kerülnek megjelölésre a fontosabb dolgok. Ez a képesség segíti a tolvajlást és a zárak kinyitását is, mert lassítja az időt, emellett hatékonyabb támadásokra is képes általa. Természetesen ez energiába kerül, de a képesség felfejleszthető, hogy hatékonyabban működjön. Garrett eszköztárát ezúttal egy ólmosbot és egy íj alkotják, valamint egy falmászást elősegítő, karom formájú szerkezet.
Az eredeti tervek szerint tapasztalati pontokat lehetett volna szerezni, és így lehetett volna fejlődni, de végül ezt a lehetőséget kivágták a játékból, erősítve az illúziót, hogy Garrett már eleve egy mestertolvaj.

## Cselekmény
|  | Alább a cselekmény részletei következnek! |

A játék néhány száz évvel az előző rész után játszódik, amelyre a történet számos pontján találunk visszautalást. Noha azóta a Város és a világ is megváltozott, olyan jelekbe botlunk, melyek szerepeltek a korábbi részekben: az Őrzők elveszett könyvtára, Kalapácsos szimbólumok, a régi istenek imádói, az ős-Garrett mechanikus szeme, illetve az elhagyott katedrális. A főhős Garrett a réginek távoli leszármazottja. Névazonosságok is előfordulnak: Basso mint karakter, itt is felbukkan (igaz, más szerepben), madarát Jenivere-nek hívják. A Város utcanevei is egyezőek, az özvegy Moiráról elnevezett tébolyda is áll, sőt még egy Lenny nevű részeges őr is felbukkan (aki utalás az előző részek Benny-jére). Maga a történet kezdete is visszautalás a harmadik rész befejezésére, azt sugallva, hogy ez a Garrett is úgy találta meg Erint, mint tanítványát, mint az előző.
Garrett, a tolvaj éppen régi tanítványával, Erinnel fut össze egy küldetésen, amit mindketten felvettek Bassótól, az informátortól. Útközben Garrett ellopja a falmászó karmot Erintől, mert gyilkolásra használta, holott a mestertolvaj szerint ez kerülendő magatartás. A küldetés helyszíne a Northcrest-ház, ahol a Várost vezető báró lakik. Egy ősi rituálé végrehajtásának szemtanúi lesznek, és bár Garrettet rossz érzés fogja el emiatt, Erin mégis továbbfolytatja a feladatot. Erin balszerencsés módon megszakítja a rituálét és belezuhan az energia kellős közepébe. Garrett hiába próbálja meg elkapni, az összeomló épület alatt eszméletét veszti.
Meglepő módon egy évvel később tér magához, és azt tapasztalja, hogy egy új járvány tört ki a Városban, ami miatt a báró lezárta az egész várost. Próbálván felvenni a fonalat, ellátogat Bassóhoz, aki azzal bízza meg, hogy lopjon el egy értékes gyűrűt egy bizonyos Corneliustól, aki nemrég halt meg. Az illető holttestét, a járvány más áldozataival együtt egy gyárba vitték, ahol módszeresen megsemmisítik azokat. Éppen amikor megszerzi a gyűrűt, a báró jobbkeze, a Tolvajfogó Tábornok rajtakapja, így menekülni kényszerül. A küldetés után bemutatják egy Orion nevű embernek, aki a báró elleni lázadás vezetője, és aki azt kéri, hogy lopjon el neki egy ősi könyvet a "Szirmok háza" nevű bordélyból. Mielőtt odamenne, ellátogat Erin régi rejtekhelyére, ahol a lány szellemképe jelenik meg előtte, aki a Moira Elmegyógyintézetről beszél neki. A Szirmok Házába lejutva megtalálja a titkos lejáratot, amely a bordély alatt fekvő ősi romok közé vezet, mely nem más, mint az Őrzők egykori könyvtára. Sikeresen megszerzi a könyvet, és a visszaúton kicselezi a váratlanul megjelenő tábornokot és az embereit. Odafent azzal szembesül, hogy Bassót letartóztatták, és a báró erődjébe zárták. Garrett betör az erődbe és kiszabadítja Bassót, de ha már ott jár, úgy dönt, megkeresi a legendás széfet, amiről sokan beszélnek. Meg is találja, de a Tolvajfogó Tábornok itt is rátör, ám még idejében meg tud lógni egy darabka kristállyal, amit a széfben talál. Ez a kődarab abból a kristályból származik, melyet az előző évi rituálénál használtak.. A kő hatására újabb látomása támad: Erin él, és képes a kő erejének használatára.
Időközben a Város elkezd forrongani, az emberek lázadni kezdenek. Garrett elmegy a Moira Elmegyógyintézetbe, hogy megkeresse a lányt, ahol nem találja meg őt. Talál viszont egy második kristálydarabot is. További nyomokért úgy dönt, hogy magát a bárót vallatja ki, ám Orion éppen ekkor indítja meg a végső támadását ellene. A báró bevallja, hogy a rituáléval egy új energiaforrást szeretett volna találni a városnak, és amikor az megszakadt, annak következtében tört a városra a járvány. Orion pedig, aki igazából Aldous, a báró törvénytelen fivére, kihasználva a helyzetet, a hatalom megszerzésére tör. A kristály harmadik darabjáról kiderül, hogy Garrett szemében van (ettől a fókuszálási képessége), a koldusok királynője pedig elárulja neki, hogy ha meg akarja menteni Erint, de az egész Várost is a járványtól, akkor össze kell illesztenie a kő minden darabját.
Garrett ezután betör az ősidők óta elhagyott katedrálisba, ahol Orion éppen Erint felhasználva gyógyítaná meg a beteg embereket – nem sejtvén, hogy ezzel szörnyszülöttekké változtatja őket. A konfrontáció előtt megjelenik a Tolvajfogó Tábornok, és ezúttal utoljára csap össze Garrettel. A zűrzavarban Orion megszökik Erinnel. Orion a "Hajnalpír" nevű hajón rejtőzködik, itt próbálja meg őt elfogni Garrett, de egy váratlan pillanatban Erin megöli őt és Garrettre támad az erejével. A tolvajnak sikerül megállítania a lányt, összeilleszti a kristály mindhárom darabját, és minden helyreáll a régi kerékvágásba. Erin a mélybe zuhan, de Garrett utánadobja a karmot, hogy megkapaszkodhasson. Ezután elveszti az eszméletét, és amikor magához tér, úgy hiszi, Erin halott – de a karom ott van mellette, azt mutatva, hogy minden bizonnyal életben lehet.
|  | Itt a vége a cselekmény részletezésének! |

## Fejlesztés
Miután az Ion Storm megszűnt, és a Thief: Deadly Shadows elvarrta a befejezetlen történetszálakat, kérdéses volt, hogy lesz-e egyáltalán valaha új epizód. A harmadik rész befejezését követően kikerült a netre egy koncepciórajz, amelyen Garrett modern köntösben, egy sporttáskával az oldalán látható, amely azt sugallta, hogy a folytatás egyfajta modern kori reinkarnáció lesz. Ebből az ismert körülmények miatt nem lett semmi.
A játék készítését 2009-ben jelentették be, még Thief 4 munkacímen (Thi4f-ként írva). Az Eidos Montreal a fejlesztést párhuzamosan kezdte el a Deus Ex: Human Revolution-nel, de eleinte még csak kevés ember dolgozott rajta, így nagyon lassan készült. Ez idő alatt számos ötletet megfontoltak: a harmadik személyű nézetet, egy új főhős bemutatását, illetve az Assassin's Creed sorozathoz hasonló játékvilág bevezetését. Hírek közel négy évig nem is érkeztek a projektről, majd 2013-ban jöttek az elsők. Eleinte csak a hetedik generációs konzolokra tervezték kiadni, a fejlesztés közben tértek át a nyolcadik generáció elsődlegességére. Ekkor jelentették be azt is, hogy az új rész egy reboot lesz, mely sok tekintetben hasonlít majd a Dishonored nevű, szintén sikeres játékra.
Nem kis rajongói felháborodást okozott, hogy a főhős eddigi hangját alakító Stephen Russell szinkronszínészt lecserélték Romano Orzarira. Az Eidos ezt eleinte azzal indokolta, hogy az átvezető animációknál a jeleneteket motion capture technikával vették fel, méghozzá a szinkronszínész segedelmével, és Russell mozgása és beszéde egyszerűen nem kerültek összhangba (gyakorlatilag nem volt elég atletikus). Ez sokaknak nem volt megfelelő magyarázat, és online petíciót indítottak, amiben követelték Russell alkalmazását. Végül erre nem került sor, és már kézenfekvőbb magyarázatot is adott rá az Eidos: ez a Garrett nem az eredeti, hanem annak távoli leszármazottja. Romano Orzari orgánuma mindazonáltal meglehetősen hasonló, mint Russell-é.
A játék támogatja a Mantle és az AMD TrueAudio rendszereket. 2015 novembere óta OS X-en is játszható.

## Fogadtatás
A játék vegyes fogadtatásokat kapott. Legtöbben dicsérték a játékmenetet, a pályatervezést, a grafikát és az újrajátszhatóságot, de az egyes térképeket, a felmerülő technikai hibákat és a történetet kritikával illették.
A magyar GameStar úgy ír a játékról, hogy az hozza a klasszikus Thief-hangulatot, rengeteg benne a felfedeznivaló, logikus és intelligens újítások vannak benne, illetve rengeteg a játékmechanikai lehetőség. Negatívumként értékelték a kissé nehézkes irányítást, és a mentési rendszer hiányosságait (különösen azt, hogy főküldetés közbeni kilépéskor a mentésünk törlődik), A játék 8.9 pontot kapott, és 2015 szeptemberében teljes játék lett.
A PC Guru tesztjén a játék már csak 65%-ot kapott: csalódásként értékelték, hogy a játék túlságosan leegyszerűsített, a játékmenet átgondolatlan és kiegyensúlyozatlan, illetve hogy a korábbi epizódokhoz képest visszafejlődés mutatkozik.